# Vadym Dobizha
Vadym Dobizha (en ucraniano: Вадим Дмитрович Добіжа; Raión de Simferópol, RSS de Ucrania; 26 de febrero de 1941 – Sillamäe, Estonia; 29 de enero de 2023) fue un futbolista y entrenador de fútbol ucraniano que jugaba en la posición de defensa.

## Biografía

### Primeros años
Nació el 26 de febrero de 1941 en la ciudad militar de Crimea de Sarabuz (ahora Gvardiyske) en la familia de un piloto militar. Durante la guerra soviético-alemana, después de la muerte de su padre, la familia de Vadim se mudó a Voroshilovgrad (ahora Lugansk), donde los padres de su madre vivían en una casa en 110 Voroshilova Street (cerca del segundo hospital de la ciudad).
Cerca había un campo verde bien cuidado, donde Vadim había estado jugando desde que tenía 7 años. Trabajó bajo la tutela de Hryhoriy Makarashvili, jugador de los equipos Dynamo y Labor Reserves Luhansk. Otro lugar para el entrenamiento y las competiciones fue el campo en el pueblo de Vergunka, en el sitio de la actual circunvalación del tranvía, donde Boris Putilin trabajaba con niños. A la edad de 12 años, Petro Kuzmych Buyanov llevó a Dobizh con Oleg Pylypenko al grupo de entrenamiento. Él y Oleksandr Semenovich Ilyinov dirigieron la sección de fútbol en el estadio "Avangard". Probó suerte en el equipo adulto de maestros "Reservas laborales" (Luhansk), pero fue imposible abrirse paso. En ese momento, maestros tan famosos como Anatoly Rodin, Dmytro Kostenko, Valery Galustov, Oleksandr Gulevskyi y otros.[1].

### Trayectoria
En 1960, en una reunión en Ordzhonikidze, los entrenadores del equipo de Zaporizhia "Budivelnik" llamaron la atención sobre Dobizh. Buyanov, al enterarse de la invitación a "Budivelnik", le dijo a Dobizhi: "En Luhansk, Rodin y Kostenko están jugando en tu posición, por ellos no entrarás en la base, ve a Zaporizhzhia". Mientras estaba en la ubicación de Budivelnik, su entrenador Aleynikov recibió una oferta para realizar partidos amistosos con Leningrad Dynamo, que regresaba a casa desde Yalta vía Zaporozhye. El primer juego terminó con un marcador de 2:0, ambos goles fueron anotados por Dobizh. El resultado de la repetición fue 2:1, uno de los goles lo volvió a marcar Vadim. Después del partido, el entrenador principal del "Dynamo", Vasyl Mykhailovych Lotkov, le ofreció a Dobizhi jugar en su equipo, prometiéndole la admisión sin exámenes al primer año del Instituto de Educación Física y Deportes P.F. Lesgaft y un apartamento en el norte de Palmira. En 1961, a su llegada, el futbolista fue recibido y realizado un recorrido por la capital del antiguo Imperio Ruso. El problema de la vivienda se resolvió rápidamente. Dobizha se entrenó con el equipo Dynamo. Jugando para el Dynamo Leningrad en Kaliningrado en el partido por la Copa de la URSS, Vadym Dobyzha sufrió una lesión grave en la pierna, un desgarro muscular completo. Fue tratado en Fontanka durante seis meses. Todo este tiempo asistió a clases en el instituto, se involucró, comprendió diligentemente la teoría, la metodología y la organización de la educación física. Pronto se dio cuenta de que su carrera como jugador había terminado. En aras de ingresos adicionales, jugó para los equipos "Admiralteets", "Bolshevik", etc.
En 1965, Dobizha fue reclutado en el ejército, inscrito en SKA (Leningrado), que jugó en el campeonato de la zona RSFSR (similar a la Segunda Liga). Después de la desmovilización, se recuperó en el instituto. En 1968, recibió un diploma con honores. El tema de la tesis es "Sobre el desarrollo de tácticas de fútbol en la etapa moderna". Fue asignado a un trabajo permanente en la ciudad de Lipetsk.

## Carrera

### Jugador
| Periodo   | Club                    |
| --------- | ----------------------- |
| 1958–1959 | Zorya Voroshylovhrad    |
| 1960      | Budiwelnyk Zaporizhzhia |
| 1961      | Dinamo Leningrado       |
| 1962–1964 | Admiralteyets Leningrad |
| 1965–1967 | SKA Leningrad           |

### Entrenador
| Periodo   | Club                   |
| --------- | ---------------------- |
| 1968–1970 | Zorya-2 Voroshylovhrad |
| 1980–1981 | Zorya Voroshylovhrad   |
| 1986–1988 | Zorya Voroshylovhrad   |
| 1991–1992 | Khimik Sieverodonetsk  |
| 1997      | FC Zorya-2 Luhansk     |
| 1998–2000 | FC Zorya Luhansk       |
| 2002      | Volga Tver             |
| 2006–2009 | JK Sillamäe Kalev      |
| 2010–2014 | JK Sillamäe Kalev II   |
| 2014      | JK Sillamäe Kalev      |
| 2017      | JK Sillamäe Kalev      |

## Distinciones
- Orden de la Bandera Roja del Trabajo